# قيس بن الخشخاش التميمي
قيس بن الخشخاش بن جناب بن الحارث العنبري التميمي صحابي وفد إلى النبي ﷺ مع والده الخشخاش وأخويه مالك وعبيد وأسلموا وحسن إسلامهم وكان أبوه الخشخاش من أثرياء العرب. قال ابن الأثير: «الخشخاش بن جناب وفد هو وابنه مالك على النبي صل الله عليه وسلم ولهما صحبة، ولابنيه قيس وعبيد صحبة أيضاً، وكان الخشخاش من المؤلفين وكان أحدهم إذا بلغت إبله ألفاً فقأ عينها».

## نسبه
هو قيس بن الخشخاش بن جناب بن الحارث بن خلف بن الحارث بن مجفر بن كعب بن العنبر بن عمرو بن تميم بن مُر العنبري التميمي. قال ابن دريد: «وللخَشخاش عقبٌ بالبصرةِ لهم الأقدار، وقد ولي القضاء منهم جماعة، منهم: مُعاذ بن معاذٍ، وغيرُه من أهل النَّباهة والعِلم».